# Otto Unger (Politiker)
Johann Otto Unger (* 5. September 1893 in Böllberg bei Halle; † 19. März 1938 in Moskau) war ein deutscher kommunistischer Parteifunktionär. Er war mindestens seit Oktober 1920 bis zur Enteignung durch die Nationalsozialisten 1933 Inhaber des 1918 gegründeten Verlags Junge Garde in Berlin.

## Leben
Otto Unger war ein Sohn des Tischlers Johann Traugott Unger und der Anna Eichholz und erlernte den Beruf des Vaters. Er wurde Mitglied der Gewerkschaft Deutscher Holzarbeiterverband und der sozialistischen Jugend und trat 1911 in die SPD ein. Auf der Walz hielt er sich in Stuttgart auf und schloss er sich den Parteilinken um Edwin Hoernle, Clara Zetkin und Friedrich Westmeyer an. Unger wurde Soldat im Ersten Weltkrieg und an der Westfront eingesetzt. 1918 trat er zur USPD über und wurde im Ortsverein Leipzig-Lößnig Vorstandsmitglied. 1919 wechselte er zur KPD.
Unger ging nach Berlin, wo er hauptamtlicher Funktionär der KPD wurde und den Verlag „Junge Garde“ des Kommunistischen Jugendverbands Deutschlands leitete. Er wurde 1921 in den Vorstand der Kommunistischen Jugendinternationale gewählt und hielt sich eine Zeit in Moskau auf, wo er die Deutsche Rosi Rosenbaum (1905–1997) heiratete, die als Sekretärin bei der Komintern arbeitete, sie hatten zwei Kinder. Er erhielt den Parteinamen Otto Bork. Im Jahr 1926 zurück in Deutschland wurde er Agitprop-Sekretär im KPD-Bezirk Wasserkante. Im Jahr 1928 wurde seine Parteikarriere unterbrochen, als er der innerparteilichen Fraktion der Versöhnler zugerechnet wurde, und er wurde zur Basisarbeit degradiert. Ab 1931 erhielt er wieder eine leitende Funktion im Parteiverlag „Die Nachrichten“ und 1932 die Prokura bei der „Verlagszentrale“, der Dachgesellschaft aller Zeitungsverlage der KPD. Diese Verlagshäuser wurden nach der Machtübergabe an die Nationalsozialisten 1933 enteignet.
Unger erhielt den Parteiauftrag, den Vertrieb der illegalen Schriften und Zeitungen zu organisieren, wurde aber bereits im April 1933 von der SA verhaftet und die nächsten drei Monate im KZ Brandenburg inhaftiert. Nach der Entlassung stand er unter Polizeiaufsicht. Im Februar 1934 gelang Unger die Flucht in die Sowjetunion. Er ließ sich in Moskau nieder und war als Abteilungsleiter für deutschsprachige Literatur in der Verlagsgenossenschaft Ausländischer Arbeiter (VEGAAR) tätig. Im November 1937 wurde Unger im Zuge der stalinistischen Säuberungen verhaftet, am 19. März 1938 als angebliches Mitglied einer "antisowjetischen terroristischen Organisation" zum Tode verurteilt, am selben Tag erschossen und in einem Massengrab in Kommunarka beigesetzt. Seine Rehabilitierung erfolgte 1956.

## Schriften (Auswahl)
- Lenin-Märchen: Volksmärchen aus der Sowjetunion. Einleitung Otto Unger. Berlin: Verlag der Jugendinternationale, 1929
- Alexander Serafimowitsch: Der eiserne Strom. Übersetzung Otto Unger. Berlin: Neuer deutscher Verlag, 1930 (zusammen mit Alexander Newerow: Taschkent, die brotreiche Stadt. Übersetzung Maria Einstein)
- Der Weg des Dorfes zum Sozialismus. In: Die Linkskurve, 1931, S. 10–12.
- Nikolai Smirnow: Tagebuch des Spions Edward Kent. Übersetzung Otto Unger. Berlin: Internat. Arbeiter-Verlag, 1932